# Rudolf Brandsch

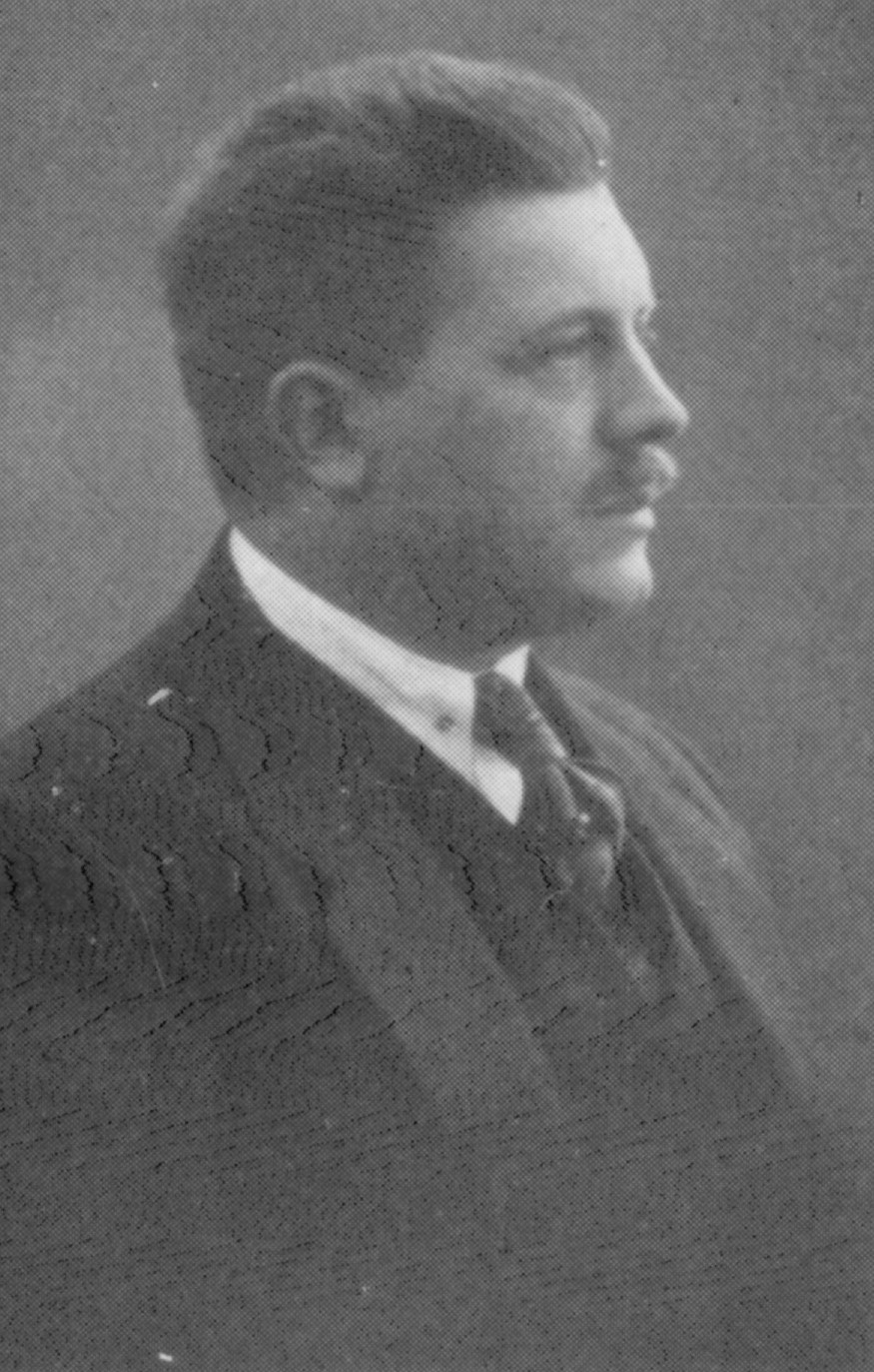
Rudolf Brandsch

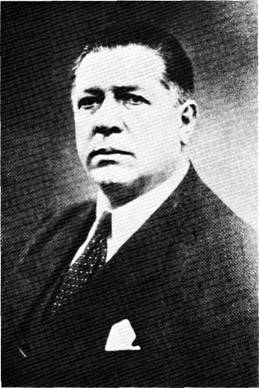
Rudolf Brandsch

Rudolf Brandsch (* 22. Juli 1880 in Mediasch, Österreich-Ungarn, heute Kreis Sibiu, Rumänien; † 1953 im Gefängnis Doftana, Kreis Prahova) war ein siebenbürgisch-sächsischer Politiker in Rumänien. 

## Leben und Wirken
Rudolf Brandsch entstammte einer evangelischen Pfarrersfamilie aus Siebenbürgen. An den Universitäten Marburg, Berlin, Jena und Cluj studierte er Evangelische Theologie und Philosophie. Brandsch war schon während dieser Zeit politisch äußerst aktiv und hatte sich nationalistisch-völkischen Organisationen angeschlossen, wie etwa der antisemitisch-nationalistischen Organisation Alldeutscher Verband. Nach seiner Rückkehr in die Heimat wurde er der bekannteste Vertreter der so genannten „Grünen“, einer Fraktion der siebenbürgisch-sächsischen Politiker, die ein deutlich offensiveres Auftreten im „Volkstumskampf“ des alten Ungarn verlangten.
Er wurde 1898 Mitglied der Burschenschaft Arminia Marburg, 1920 der Burschenschaft Teutonia Czernowitz und 1940 der Burschenschaft Primislavia Berlin.

### Politik
Ab 1910 war Brandsch Abgeordneter im ungarischen Reichstag, wo er ein Zusammenarbeiten der Politiker aller deutschen Minderheitengruppen verfolgte. Besonders lag ihm eine Unterstützung der Donauschwaben in ihrem Kampf gegen den zunehmenden Magyarisierungsdruck am Herzen. Die tonangebenden siebenbürgisch-sächsischen Politiker (die sog. Schwarzen) verfolgten eine Politik der Unterstützung der jeweiligen Regierungsfraktion im Tausch gegen eine Erleichterung des Magyarisierungsdruckes im sächsischen Siedlungsbereich und betrachteten eine Zusammenarbeit mit den Vertretern der anderen deutschen Minderheitspolitiker skeptisch.
Nach dem Vertrag von Trianon war Brandsch zuerst Abgeordneter im rumänischen Parlament, nach Erreichen der dafür erforderlichen Dienstzeit wurde er Senator auf Lebenszeit. Brandsch war zwischen April 1931 und September 1932 Unterstaatssekretär für die Minderheiten im Regierungskabinett von Nicolae Iorga, danach hoher Beamter im Bukarester Innenministerium. In der Zwischenkriegszeit war Brandsch einer der bekanntesten europäischen Minderheitenpolitiker. Nach der Errichtung Großrumäniens führte er den Verband der Deutschen in Großrumänien. Von 1922 bis Frühjahr 1931 war er Vorsitzender des Verbandes der deutschen Volksgruppen in Europa sowie von 1925 bis 1938 ständiger Delegierter beim Europäischen Nationalitätenkongress.

### Zeit des Nationalsozialismus
Brandsch hatte sich den rumäniendeutschen Nazigruppierungen widersetzt und in zahlreichen öffentlichen Stellungnahmen die lokale NS-Politik kritisiert. Trotzdem war Brandsch – ähnlich wie andere rumäniendeutsche demokratische Politiker, Intellektuelle und Kleriker – von der großdeutschen Politik Hitlers fasziniert und hoffte, Berlin werde die deutsche Minderheit aus Rumänien unterstützen.
Brandsch war nicht unumstritten; seine Aussöhnungspolitik wurde oft als erfolglos angegriffen, da sich Rumänien strikt weigerte, die in den Karlsburger Beschlüssen und den Pariser Vorortverträgen zugesagten Minderheitenrechte einzuhalten und stattdessen eine Nationalisierungspolitik verfolgte. Außerdem wurde Brandsch die Vermischung privater und politischer Interessen vorgeworfen.
Nach der Machtübernahme durch die Kommunisten wurde Brandsch verhaftet und starb 1953 im Gefängnis Doftana. In der Ceaușescu-Zeit (1965–1989) wurde Brandsch rehabilitiert und als Gegner des Faschismus offiziell gewürdigt.